# Lac du Ballon
Pour les articles homonymes, voir Ballon.
Le lac du Ballon (en allemand : Belchensee) est un lac naturel du versant alsacien des Vosges dans le Florival situé au pied du Grand Ballon dans un cirque de hautes montagnes. Il se situe à 986 m d'altitude. Son émissaire est le Belchenseebach, un affluent de la Lauch. 
Deux lacs créent des ouvertures dans la voûte boisée : le lac du Ballon, inscrit dans un cirque glaciaire boisé, et le lac de la Lauch, qui peut encore être visuellement valorisé. Le lac a été aménagé sous Vauban en 1699 avec la construction d'un barrage.

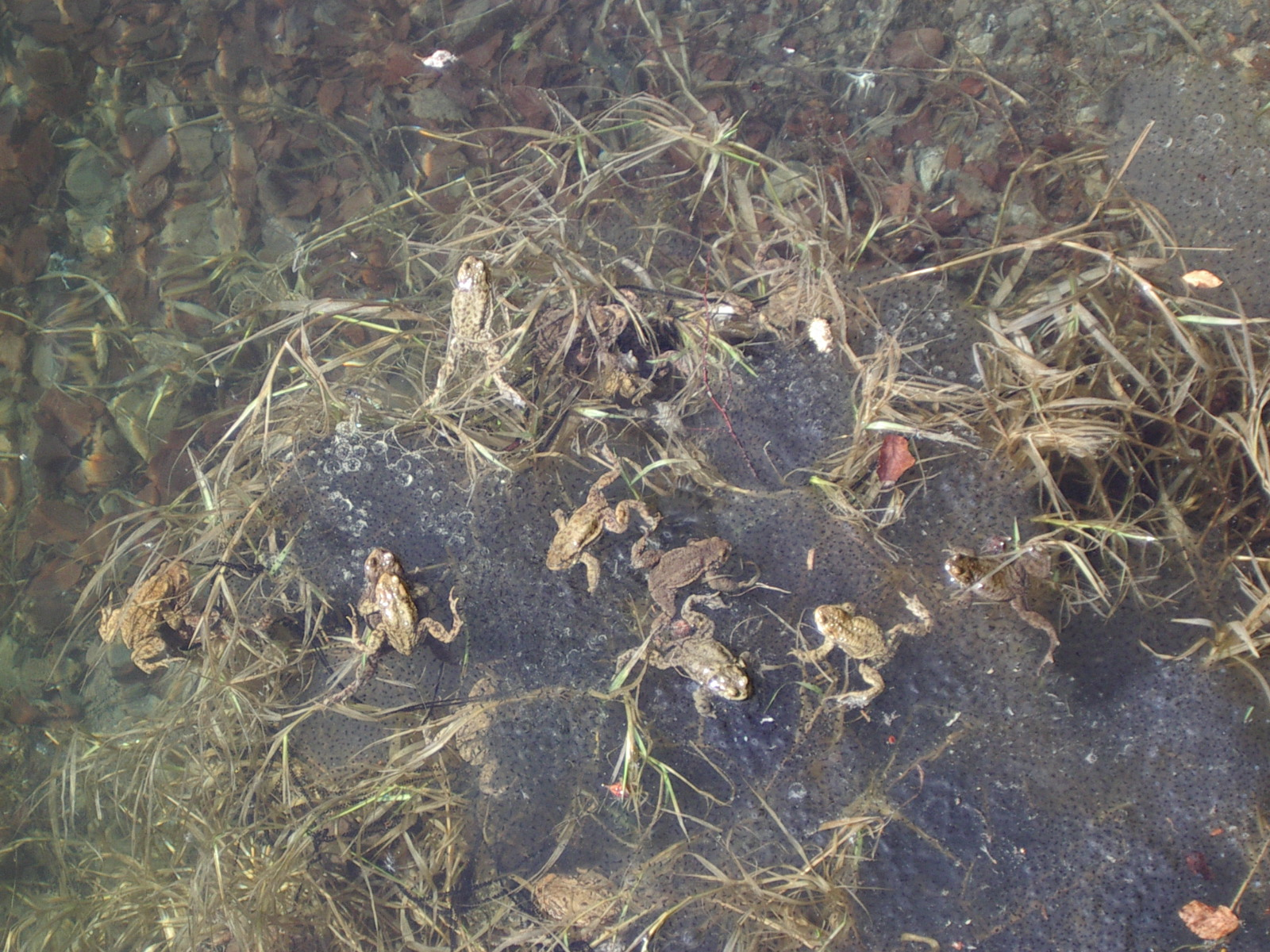
Crapauds au lac du Ballon.

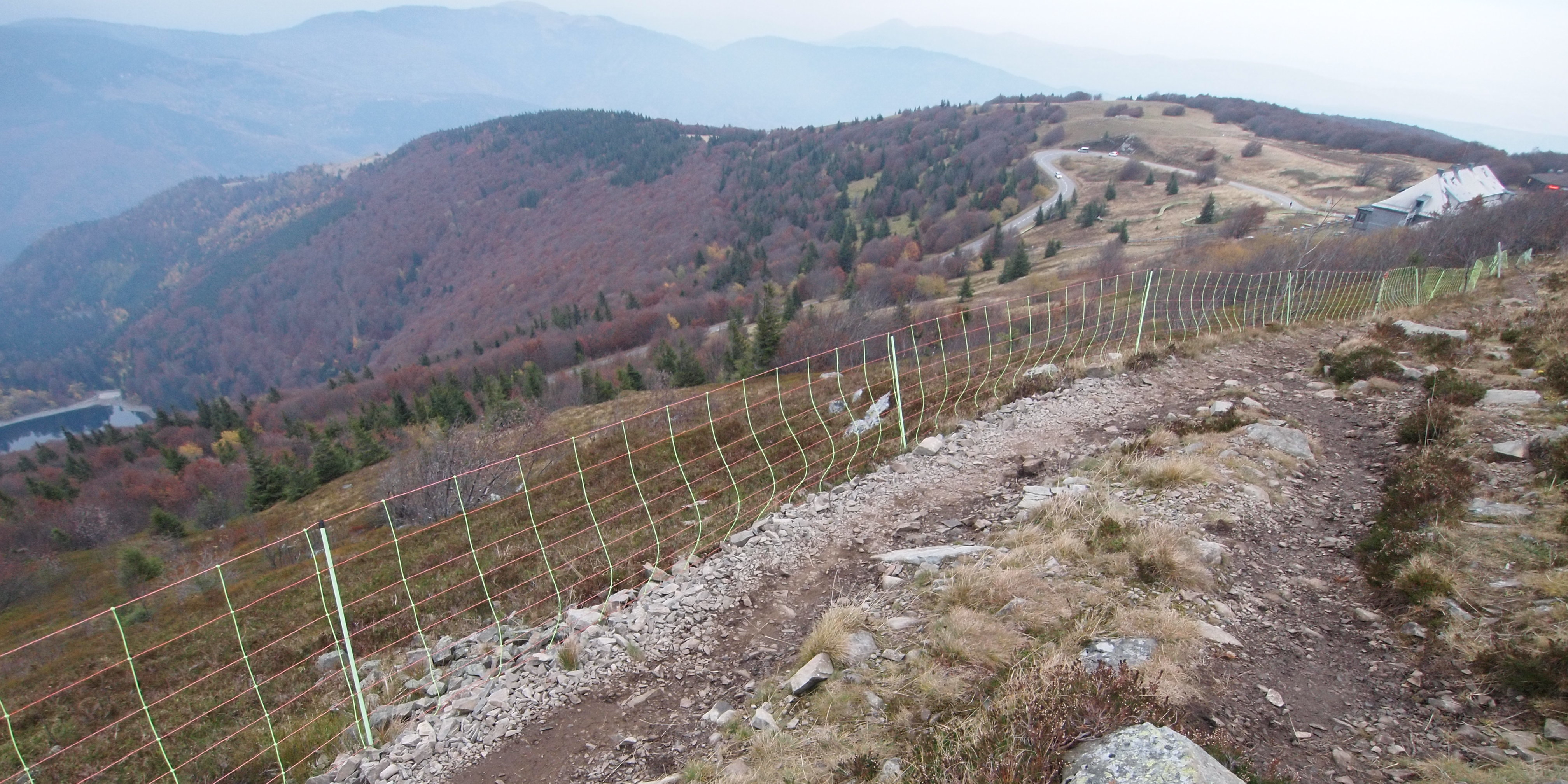
Vue par le Grand Ballon par-dessus le col du Ballon au lac du Ballon.

Le lac du Ballon est connu pour sa légende affirmant que certaines nuits de pleine lune un carrosse d'or, reposant le reste du temps au fond du lac, revient à la surface.
Le lac de la Lauch (770 000 m3) et le lac du Ballon (1 060 000 m3) sont des réserves naturelles qui garantissent l'approvisionnement du Florival.
Pour des raisons sanitaires il est strictement interdit de s'y baigner. Le lac constitue une réserve d'eau. 